# Angelópolis
Angelópolis es un municipio de Colombia, localizado en la subregión Suroeste del departamento de Antioquia. Limita por el norte con los municipios de Armenia, Heliconia y Medellín, por el este con los municipios de La Estrella y Caldas, por el sur con el municipio de Amagá y por el oeste con los municipios de Titiribí y Armenia. Su cabecera dista 48 kilómetros de la ciudad de Medellín, capital del departamento de Antioquia. El municipio posee una extensión de 86 kilómetros cuadrados.

## Historia
El presbítero Joaquín María Giraldo es considerado como el primer pionero de la región, incluso el fundador primigenio del pueblo. Tras los primeros asentamientos que allí ocurrieron, con esta comunidad sucedería algo muy similar a lo que sucedió en el resto del suroeste antioqueño, la búsqueda del oro. 
Tras el oro llegaron a la región los colonos hasta que en 1887 un par de ellos, los hermanos Joaquín y Petrona Franco, resolvieron construir en la región una capilla en una cuchilla montañosa que denominaron “Los Ángeles”. Iban acompañados del referido padre Joaquín María Giraldo, quien hasta la posteridad se convertiría en un ícono de la población, y quien fue el que propuso el nombre de “Angelópolis” para la reciente fundación. Así se quedó por siempre el nombre. 
Angelópolis adquirió la categoría de distrito en el año de 1896 hasta los días de hoy.
Su nombre continúa significando 'Ciudad de Ángeles', y está ubicado a solo 48 km de Medellín. Es un pueblo pequeño y tiene al lado la majestuosa reserva natural de El Romeral, que le sirve de límite natural con el municipio de La Estrella. Esta zona, de inmenso valor ecoturístico a donde cada vez llegan más ecoturistas y caminantes, es cuna de varios ríos y hogar de muchas especies de flora y fauna.

## Generalidades
- Fundación, 16 de junio de 1887
- Erección en Municipio: ordenanza 16 del 13 de julio de 1896
- Fundadores: Hermanos Joaquín y Petrona Franco
- Apelativo: "Tierra de los Ángeles".
- Clima:
  - Temperatura máxima: 23 °C
  - Temperatura mínima: 18 °C

Está comunicado por carretera con los municipios de Heliconia, La Estrella, Caldas, Amagá, Titiribí, Armenia y Medellín. Fue bautizado con el nombre de Angelópolis por el citado padre Joaquín María Giraldo, a quien se le considera también uno de los primeros fundadores. Los patronos de la población son los Santos Ángeles y de ahí su nombre.

## División Político-Administrativa
Aparte de su Cabecera municipal. Angelópolis tiene bajo su jurisdicción los centros poblados:
- Cienaguita
- La Estación
- Santa Rita

El municipio tiene constituido las siguientes veredas: San Isidro, La Cascajala, Promisión, La Clara, El Barro, El Nudillo y Santa Bárbara.

## Demografía
Población Total: 9180 hab. (2018)
- Población Urbana: 7 168
- Población Rural: 2 012

Alfabetismo: 78.7% (2005)
- Zona urbana: 77.4%
- Zona rural: 80.5%

Esperanza de vida:
- Hombres: 70 años
- Mujeres: 77 años

### Etnografía
Según las cifras presentadas por el DANE del censo 2005, la composición etnográfica del municipio es: 
- Mestizos & Blancos (99,8%)
- Afrocolombianos (0,1%)
- Indígenas (0,1%)

## Transporte público
- Buses y minivanes: El municipio de Angelópolis cuenta con un sistema de buses y minivans intermunicipales que conectan al municipio con Medellín, y además ofrece servicios al municipio de Caldas.

## Economía
Angelópolis es una tierra minera y destacadamente carbonífera. Tiene también actividades económicas en agricultura, ganadería y comercio.
- Minería: carbón, arenas, arcilla, magnesio
- Agricultura: café, caña, plátano
- Ganadería: vacuna y porcina
- Industria artesanal: fabricación de enjalmas y aperos para bestias (caballos y mulas).

## Fiestas
- Fiestas del Mineral, 7 a 9 de diciembre
- Fiestas de la Virgen del Carmen el 16 de julio
- Fiestas de San Isidro en julio

## Gastronomía
Se ofrece fundamentalmente comida típica antioqueña, como la afamada bandeja paisa, al igual que asados.

## Sitios de interés
- Alto del Romeral, reserva ecológica oficial, una zona boscosa de 900 hectáreas ubicada en los límites con los municipios antioqueños de Caldas y La Estrella, y con un corregimiento de Medellín de nombre San Antonio de Prado
- Quebrada La Ramírez, con sus cascadas, en el sector de El Matadero
- Senderos Ecológicos con abundantes bosques ricos en flora y fauna: se destaca la ruta Angelópolis - Caldas
- Minas de Carbón.
- Iglesia parroquial de los Santos Ángeles
- Bodegas del antiguo Ferrocarril de Antioquia, en el corregimiento la Estación.